# Lista stadioanelor închise după capacitate
Aceasta este lista stadioanelor închise ordonată după capacitate. Ea include stadioane demolate, nefolosite sau închise, ordonate după capacitatea lor maximă. Sunt incluse doar stadioane care la momentul demolării aveau o capacitate de cel puțin 25.000 de locuri.

## Lista
| Stadion                         | Capacitate      | Oraș                | Țara                       | Beneficiar | Închis         | Sport                                                             |
| ------------------------------- | --------------- | ------------------- | -------------------------- | --- | -------------- | ----------------------------------------------------------------- |
| Stadionul Strahov               | 220,000         | Praga               | Cehia                      | Cehoslovacia, Sparta Praga | Anii 1990      | Spartakiada, fotbal                                               |
| Circus Maximus                  | 150,000         | Roma                | Italia                     | | 549            | Diverse                                                           |
| West Ham Stadium                | 120,000         | Londra              | Anglia                     | Thames AFC, Speedway Hammers | 1972           | Fotbal, Speedway, Greyhound racing                                |
| Estádio da Luz                  | 120,000         | Lisabona            | Portugalia                 | S.L. Benfica | 2003           | Fotbal                                                            |
| John F. Kennedy Stadium         | 102,000         | Philadelphia        | Statele Unite ale Americii | Philadelphia Eagles (1936-39, 1941), Army-Navy Game (1936-1979) | 1992           | Fotbal american                                                   |
| Wembley Stadium                 | 100,000         | Londra              | Anglia                     | Jocurile Olimpice de vară din 1948, Campionatul Mondial de Fotbal 1966, Speedway World Championship, Finala FA Cup, Finala Challenge Cup, Echipa națională de fotbal a Angliei | 2000           | Greyhound racing, fotbal, Fotbal galic, Rugby Union, Rugby League |
| Zentralstadion                  | 100,000         | Leipzig             | Germania                   | Lokomotive Leipzig | 1997           | Fotbal                                                            |
| Tower Athletic Grounds          | 100,000         | New Brighton        | Anglia                     | New Brighton Tower, New Brighton | 1960s          | Fotbal                                                            |
| White City Stadium              | 93,000          | Londra              | Anglia                     | Jocurile Olimpice de vară din 1908, 1934 British Empire Games, Campionatul Mondial de Fotbal 1966, Queens Park Rangers FC                                                      | 1983           | Fotbal, Atletism                                                  |
| Estádio das Antas               | 90,000          | Porto               | Portugalia                 | FC Porto | 2004           | Fotbal                                                            |
| Centennial Olympic Stadium      | 85,000          | Atlanta             | Statele Unite ale Americii | Jocurile Olimpice de vară din 1996 | 1996           | Atletism                                                          |
| Stadionul Kirov                 | 84,000          | Saint Petersburg    | Rusia                      | FC Zenit St. Petersburg | 2006           | Fotbal                                                            |
| Cleveland Stadium               | 81,000          | Cleveland           | Statele Unite ale Americii | Cleveland Browns, Cleveland Indians | 1996           | Fotbal american, Baseball                                         |
| Tulane Stadium                  | 80,985          | New Orleans         | Statele Unite ale Americii | Tulane Green Wave, New Orleans Saints | 1980           | Fotbal american                                                   |
| Giants Stadium                  | 80,200          | East Rutherford     | Statele Unite ale Americii | New York Giants, New York Jets, New York Cosmos | 2010           | Fotbal american, fotbal                                           |
| Circul din Antiohia             | 80,000          | Antiohia            | Turcia                     | |                | Diverse                                                           |
| Waverley Park                   | 78,000          | Melbourne           | Australia                  | Fitzroy Football Club, St Kilda Football Club, Hawthorn Football Club | 2000           | Australian rules football                                         |
| Mile High Stadium               | 76,273          | Denver              | Statele Unite ale Americii | Denver Bears, Denver Broncos, Colorado Rockies | 2002           | Fotbal american, baseball                                         |
| Miami Orange Bowl               | 74,476          | Miami               | Statele Unite ale Americii | Miami Dolphins, Miami Hurricanes football | 2008           | Fotbal american                                                   |
| Tampa Stadium                   | 74,301          | Tampa               | Statele Unite ale Americii | Tampa Bay Buccaneers, Tampa Bay Rowdies, Tampa Bay Bandits, South Florida Bulls football, Tampa Bay Mutiny                                                                     | 1999           | Fotbal american, fotbal                                           |
| Gator Bowl Stadium              | 73,227          | Jacksonville        | Statele Unite ale Americii | Gator Bowl | 1994           | Fotbal american                                                   |
| Madison Square Garden Bowl      | 72,000          | New York            | Statele Unite ale Americii | Box |                |                                                                   |
| 10th-Anniversary Stadium        | 71,008          | Varșovia            | Polonia                    | Echipa națională de fotbal a Poloniei | 2008           | Fotbal                                                            |
| Stadio delle Alpi               | 69,000          | Torino              | Italia                     | Juventus FC | 2008           | Fotbal                                                            |
| Kingdome                        | 66,000          | Seattle             | Statele Unite ale Americii | Seattle Seahawks, Seattle Mariners | 2000           | Fotbal american, baseball                                         |
| Texas Stadium                   | 65,675          | Irving              | Statele Unite ale Americii | Dallas Cowboys, Dallas Tornado, SMU Mustangs football | 2008           | Fotbal american, fotbal                                           |
| Veterans Stadium                | 65,386          | Philadelphia        | Statele Unite ale Americii | Philadelphia Eagles, Philadelphia Phillies | 2004           | Fotbal american, baseball                                         |
| Stadionul Wulihe                | 65,000          | Shenyang            | China                      | Changsha Ginde FC | 2007           | Fotbal                                                            |
| Meiji Shrine Outer Park Stadium | 65,000          | Tokyo               | Japonia                    | 1930 Far Eastern Games | 1956           | Atletism                                                          |
| Stadionul Wankdorf              | 64,000          | Berna               | Elveția                    | BSC Young Boys | 2001           | Fotbal                                                            |
| Deutsches Stadion               | 64,000          | Berlin              | Germania                   | Echipa națională de fotbal a Germaniei | 1934           | Fotbal                                                            |
| Reliant Astrodome               | 62,439          | Houston             | Statele Unite ale Americii | Houston Oilers, Houston Astros | 2004           | Fotbal american, baseball                                         |
| Atlanta-Fulton County Stadium   | 60,606          | Atlanta             | Statele Unite ale Americii | Atlanta Falcons, Atlanta Braves | 1997           | Fotbal american, baseball                                         |
| Foxboro Stadium                 | 60,292          | Foxborough          | Statele Unite ale Americii | New England Patriots | 2002           | Fotbal american                                                   |
| Pitt Stadium                    | 60,190          | Pittsburgh          | Statele Unite ale Americii | Pittsburgh Panthers football | 1999           | Fotbal american                                                   |
| Stadionul Național              | 60,120          | București           | România                    | Echipa națională de fotbal a României | 2008           | Fotbal                                                            |
| Station Road                    | 60,000          | Pendlebury          | Anglia                     | Swinton RLFC | 1992           | Rugby league                                                      |
| Central Park                    | 60,000          | Wigan               | Anglia                     | Wigan RLFC | 1999           | Rugby league                                                      |
| Camp de Les Corts               | 60,000          | Barcelona           | Spania                     | FC Barcelona | 1957           | Fotbal                                                            |
| Stadionul Olimpic               | 60,000          | Grenoble            | Franța                     | Jocurile Olimpice de iarnă din 1968 | 1968           | Opening and closing ceremonies                                    |
| Riverfront Stadium              | 59,754          | Cincinnati          | Statele Unite ale Americii | Cincinnati Bengals, Cincinnati Reds | 2002           | Fotbal american, baseball                                         |
| Kezar Stadium                   | 59,636          | San Francisco       | Statele Unite ale Americii | San Francisco 49ers | 1970           | Fotbal american                                                   |
| Three Rivers Stadium            | 59,000          | Pittsburgh          | Statele Unite ale Americii | Pittsburgh Steelers, Pittsburgh Pirates | 2001           | Fotbal american, baseball                                         |
| RCA Dome                        | 57,980          | Indianapolis        | Statele Unite ale Americii | Indianapolis Colts | 2008           | Fotbal american                                                   |
| Shea Stadium                    | 57,333          | New York            | Statele Unite ale Americii | New York Jets, New York Mets | 2008           | Fotbal american, baseball                                         |
| Yankee Stadium                  | 56,936          | New York            | Statele Unite ale Americii | New York Yankees | 2008           | Fotbal american, baseball                                         |
| Memorial Stadium                | 56,652          | Minneapolis         | Statele Unite ale Americii | Minnesota Golden Gophers football | 1982           | Fotbal american                                                   |
| Victoria Ground                 | 56,000          | Stoke-on-Trent      | Anglia                     | Stoke City FC | 1997           | Fotbal                                                            |
| Estadio Gasómetro               | 55,000          | Buenos Aires        | Argentina                  | Club Atlético San Lorenzo de Almagro | 1993           | Fotbal                                                            |
| Polo Grounds                    | 55,000          | New York            | Statele Unite ale Americii | New York Giants | 1964           | Fotbal american, baseball                                         |
| Stadionul Național (Singapore)  | 55,000          | Singapore           | Singapore                  | Singapore | 2007           | Fotbal                                                            |
| Rheinstadion                    | 54,000          | Düsseldorf          | Germania                   | Fortuna Düsseldorf | 2005           | Fotbal                                                            |
| Memorial Stadium                | 53,371          | Baltimore           | Statele Unite ale Americii | Baltimore Colts, Baltimore Orioles | 2001           | Fotbal american, baseball                                         |
| Milwaukee County Stadium        | 53,192          | Milwaukee           | Statele Unite ale Americii | Milwaukee Brewers | 2001           | Fotbal american, Baseball                                         |
| Cardiff Arms Park               | 53,000          | Cardiff             | Țara Galilor               | Echipa națională de rugby a Țării Galilor | 1997           | Rugby union                                                       |
| Tiger Stadium                   | 52,416          | Detroit             | Statele Unite ale Americii | Detroit Lions, Detroit Tigers | 2008           | Fotbal american, baseball                                         |
| Estádio José Alvalade           | 52,411          | Lisabona            | Portugalia                 | Sporting Clube de Portugal | 2003           | Fotbal                                                            |
| Idrætsparken                    | 52,377          | Copenhaga           | Danemarca                  | Echipa națională de fotbal a Danemarcei | 1990           | Fotbal                                                            |
| Cathkin Park                    | 50,000          | Glasgow             | Scoția                     | Queen's Park FC | 1967           | Fotbal                                                            |
| Celtic Park                     | 50,000          | Belfast             | Irlanda de Nord            | Belfast Celtic FC | Anii 1980      | Fotbal, greyhound racing                                          |
| Stadio Nazionale PNF            | 50,000          | Roma                | Italia                     | A.S. Roma | 1953           | Fotbal                                                            |
| Stadion Eden                    | 50,000          | Praga               | Cehia                      | Slavia Praga | 2006           | Fotbal                                                            |
| Stadion der Weltjugend          | 50,000          | Berlin              | Germania                   | | 1992           | Fotbal, Tennis, Atletism                                          |
| The Mount                       | 50,000          | Catford             | Anglia                     | Charlton Athletic, Catford South End FC | 1950s          | Fotbal                                                            |
| Bank Street                     | 50,000          | Manchester          | Anglia                     | Manchester United FC | 1910           | Fotbal                                                            |
| Colosseum                       | 50,000          | Roma                | Italia                     | | 435            | Lupte de gladiatori                                               |
| Korakuen Stadium                | 50,000          | Tokyo               | Japonia                    | Yomiuri Giants | 1988           | Baseball                                                          |
| Stagg Field                     | 50,000          | Chicago             | Statele Unite ale Americii | Chicago Maroons football | 1957           | Fotbal american                                                   |
| Stadion Za Lužánkami            | 50,000          | Brno                | Cehia                      | 1. FC Brno |                | Fotbal                                                            |
| Harringay Stadium               | 50,000          | Londra              | Anglia                     | | 1987           | Greyhound racing, speedway                                        |
| Busch Memorial Stadium          | 49,676          | St. Louis           | Statele Unite ale Americii | St. Louis Cardinals (baseball), St. Louis Cardinals (football) | 2005           | Fotbal american, Baseball                                         |
| Lansdowne Road                  | 49,000          | Dublin              | Irlanda                    | Echipa națională de rugby a Irlandei, Echipa națională de fotbal a Irlandei | 2007           | Rugby union, fotbal                                               |
| Metropolitan Stadium            | 48,446          | Bloomington         | Statele Unite ale Americii | Minnesota Vikings, Minnesota Twins | 1985           | Fotbal american, baseball                                         |
| Cardinal Stadium                | 47,925          | Louisville          | Statele Unite ale Americii | Louisville Cardinals football, Louisville Redbirds/RiverBats | 2005           | Fotbal american, baseball                                         |
| War Memorial Stadium            | 46,500          | Buffalo             | Statele Unite ale Americii | Buffalo Bills | 1973           | Fotbal american                                                   |
| Lea Bridge Road                 | 46,289          | Londra              | Anglia                     | Leyton Orient FC | 1937           | Fotbal                                                            |
| Parkstadion                     | 45,067          | Gelsenkirchen       | Germania                   | FC Schalke 04 | 2001           | Fotbal                                                            |
| Fallowfield Stadium             | 45,000          | Manchester          | Anglia                     | | 1994           | Atletism, fotbal, track cycling                                   |
| Stadionul antic olimpic         | 45,000          | Olympia             | Grecia                     | Ancient Olympic Games | 5th century BC |                                                                   |
| Circus of Carthage              | 45,000          | Carthage            | Tunisia                    | |                | Diverse                                                           |
| Comiskey Park                   | 43,951          | Chicago             | Statele Unite ale Americii | Chicago White Sox, Chicago Cardinals | 1990           | Fotbal american, baseball                                         |
| Exhibition Stadium              | 43,737          | Toronto             | Canada                     | Toronto Blue Jays, Toronto Argonauts | 1999           | Canadian football, baseball                                       |
| Estadi de Sarrià                | 43,667          | Barcelona           | Spania                     | RCD Espanyol | 1997           | Fotbal                                                            |
| Arlington Stadium               | 43,521          | Arlington           | Statele Unite ale Americii | Texas Rangers | 1994           | Baseball                                                          |
| Tournament Park                 | 43,000          | Pasadena            | Statele Unite ale Americii | Rose Bowl Game | 1922           | Fotbal american                                                   |
| Palmer Stadium                  | 42,000          | Princeton           | Statele Unite ale Americii | Princeton Tigers | 1996           | Fotbal american                                                   |
| Athletic Grounds                | 41,831          | Rochdale            | Anglia                     | Rochdale Hornets RLFC | 1988           | Rugby league                                                      |
| Stadio della Vittoria           | 40,400          | Bari                | Italia                     | A.S. Bari | 1990           | Fotbal                                                            |
| Fartown Ground                  | 40,000 (approx) | Huddersfield        | Anglia                     | Huddersfield RLFC | 2004           | Rugby league                                                      |
| Hyde Road                       | 40,000          | Manchester          | Anglia                     | Manchester City FC | 1923           | Fotbal                                                            |
| Springfield Park                | 40,000          | Wigan               | Anglia                     | Wigan Athletic FC | 1999           | Fotbal                                                            |
| Park Royal Ground               | 40,000          | Londra              | Anglia                     | Queens Park Rangers FC | After 1939     | Fotbal                                                            |
| Horse Ring, Park Royal Showyard | 40,000          | Londra              | Anglia                     | Queens Park Rangers FC | After 1907     | Fotbal                                                            |
| Grugastadion                    | 40,000          | Essen               | Germania                   | | 2001           | Fotbal                                                            |
| Stadio Giorgio Ascarelli        | 40,000          | Napoli              | Italia                     | | World War II   | Fotbal                                                            |
| Amfiteatrul din Capua           | 40,000          | Capua               | Italia                     | |                | Gladiator                                                         |
| Estadio Nacional de Peru        | 40,000          | Lima                | Peru                       | Echipa națională de fotbal a Perului | 1951           | Fotbal                                                            |
| Parque Pereira                  | 40,000          | Montevideo          | Uruguay                    | Echipa națională de fotbal a Uruguayului |                | Fotbal                                                            |
| Estadio Alvear y Tagle          | 40,000          | Buenos Aires        | Argentina                  | Club Atlético River Plate | 1938           | Fotbal                                                            |
| Braves Field                    | 40,000          | Boston              | Statele Unite ale Americii | Boston Braves | 1955           | Baseball                                                          |
| Stade Vélodrome de Rocourt      | 40,000          | Liege               | Belgia                     | | 1995           | Fotbal                                                            |
| Eastville Stadium               | 39,462          | Bristol             | Anglia                     | Bristol Rovers FC | 1998           | Fotbal                                                            |
| Athletic Park                   | 39,000          | Wellington          | Noua Zeelandă              | Hurricanes, Wellington Lions | 1999           | Rugby                                                             |
| Arsenal Stadium                 | 38,000          | Londra              | Anglia                     | Arsenal FC | 2006           | Fotbal                                                            |
| Mountaineer Field               | 38,000          | Morgantown          | Statele Unite ale Americii | West Virginia Mountaineers | 1987           | Fotbal american                                                   |
| Stoll Field/McLean Stadium      | 37,000          | Lexington           | Statele Unite ale Americii | Kentucky Wildcats | 1972           | Fotbal american                                                   |
| Stadionul St. Jakob             | 36,800          | Basel               | Elveția                    | FC Basel | 1998           | Fotbal                                                            |
| Goldstone Ground                | 36,747          | Hove                | Anglia                     | Brighton & Hove Albion FC | 1997           | Fotbal                                                            |
| Stadionul Dinamo                | 36,540          | Moscova             | Rusia                      | FC Dinamo Moscova | 2008           | Fotbal                                                            |
| Estadio Metropolitano de Madrid | 35,800          | Madrid              | Spania                     | Atlético Madrid | 1966           | Fotbal                                                            |
| Municipal Stadium               | 35,561          | Kansas City         | Statele Unite ale Americii | Kansas City Chiefs, Kansas City Atletism | 1976           | Fotbal american, baseball                                         |
| Stadion am Gesundbrunnen        | 35,239          | Berlin              | Germania                   | Hertha Berlin | 1974           | Fotbal                                                            |
| Maine Road                      | 35,150          | Manchester          | Anglia                     | Manchester City FC | 2003           | Fotbal                                                            |
| Stadionul Iuri Gagarin          | 35,000          | Varna               | Bulgaria                   | PFC Spartak Varna | 2007           | Fotbal                                                            |
| Forbes Field                    | 35,000          | Pittsburgh          | Statele Unite ale Americii | Pittsburgh Steelers, Pittsburgh Pirates | 1971           | Fotbal american, baseball                                         |
| Clyde Williams Stadium          | 35,000          | Ames                | Statele Unite ale Americii | Iowa State Cyclones | 1975           | Fotbal american                                                   |
| Hankyu Nishinomiya Stadium      | 35,000          | Nishinomiya         | Japonia                    | Hankyu Braves | 2002           | Baseball                                                          |
| Stadionul Central               | 35,000          | Tbilisi             | Georgia                    | FC Dinamo Tbilisi | 1976           | Fotbal                                                            |
| Incheon Civil Stadium           | 35,000          | Incheon             | Coreea de Sud              | Incheon Korail | 2008           | Fotbal                                                            |
| Kings Park Soccer Stadium       | 35,000          | Durban              | Africa de Sud              | Manning Rangers | 2006           | Fotbal                                                            |
| Théâtre des Cérémonies          | 35,000          | Albertville         | Franța                     | Jocurile Olimpice de iarnă din 1992 | 1992           |                                                                   |
| Estádio do Lumiar               | 35,000          | Lisabona            | Portugalia                 | Sporting Clube de Portugal | 1956           | Fotbal                                                            |
| Tokyo Stadium                   | 35,000          | Tokyo               | Japonia                    | Lotte Orions | 1977           | Baseball                                                          |
| Junak Stadium                   | 35,000          | Sofia               | Bulgaria                   | Echipa națională de fotbal a Bulgariei | 1952           | Fotbal                                                            |
| Brookside Stadium               | 35,000          | Cleveland           | Statele Unite ale Americii | Cleveland Baseball Federation |                | Fotbal american, baseball                                         |
| Bökelbergstadion                | 34,500          | Mönchengladbach     | Germania                   | Borussia Mönchengladbach | 2004           | Fotbal                                                            |
| Temple Stadium                  | 34,200          | Philadelphia        | Statele Unite ale Americii | Temple Owls | 1997           | Fotbal american                                                   |
| Shibe Park                      | 33,608          | Philadelphia        | Statele Unite ale Americii | Philadelphia Eagles, Philadelphia Phillies | 1976           | Fotbal american, baseball                                         |
| Autostade                       | 33,172          | Montreal            | Canada                     | Montreal Alouettes | late 1990s     | Fotbal canadian                                                   |
| Manor Ground                    | 33,000          | Londra              | Anglia                     | Woolwich Arsenal FC | 1913           | Fotbal                                                            |
| Estádio D. Afonso Henriques     | 33,000          | Guimarães           | Portugalia                 | Vitória S.C. | 2004           | Fotbal                                                            |
| Colt Stadium                    | 33,000          | Houston             | Statele Unite ale Americii | Houston Astros | 1970           | Baseball                                                          |
| Yale Field                      | 33,000          | New Haven           | Statele Unite ale Americii | Yale Bulldogs | 1914           | Fotbal american                                                   |
| Stadion Zagłębia Lubin          | 32,430          | Lubin               | Polonia                    | Zagłębie Lubin | 2007           | Fotbal                                                            |
| Empire Stadium                  | 32,375          | Vancouver           | Canada                     | BC Lions, Vancouver Whitecaps | 1993           | Canadian football, fotbal                                         |
| Ebbets Field                    | 32,000          | Brooklyn            | Statele Unite ale Americii | Brooklyn Dodgers | 1960           | Baseball                                                          |
| Baker Field                     | 32,000          | New York            | Statele Unite ale Americii | Columbia Lions | 1982           | Fotbal american                                                   |
| Fujiidera Stadium               | 32,000          | Osaka               | Japonia                    | Kintetsu Buffaloes | 2005           | Baseball                                                          |
| Anlaby Road                     | 32,000          | Hull                | Anglia                     | Hull City AFC | 1939           | Fotbal                                                            |
| Rice Stadium                    | 32,000          | Salt Lake City      | Statele Unite ale Americii | Utah Utes football | 1997           | Fotbal american                                                   |
| Hiroshima Municipal Stadium     | 31,984          | Hiroshima           | Japonia                    | Hiroshima Toyo Carp | 2010           | Baseball                                                          |
| Stadionul Rutgers               | 31,219          | Piscataway          | Statele Unite ale Americii | Rutgers Scarlet Knights | 1993           | Fotbal american                                                   |
| Sportsman's Park                | 30,500          | St. Louis           | Statele Unite ale Americii | St. Louis Cardinals, St. Louis Browns | 1966           | Baseball                                                          |
| Wedaustadion                    | 30,112          | Duisburg            | Germania                   | MSV Duisburg | 2003           | Fotbal                                                            |
| Empire Stadium, Gżira           | 30,000          | Gżira               | Malta                      | Echipa națională de fotbal a Maltei | 1981           | Fotbal                                                            |
| Fouts Field                     | 30,000          | Denton              | Statele Unite ale Americii | North Texas Mean Green | 2010           | Fotbal american                                                   |
| Muntz Street                    | 30,000          | Birmingham          | Anglia                     | Small Heath FC | 1907           | Fotbal                                                            |
| Roker Park                      | 30,000          | Sunderland          | Anglia                     | Sunderland A.FC | 1997           | Fotbal                                                            |
| Stade Richter                   | 30,000          | Montpellier         | Franța                     | Montpellier HSC | 1990           | Fotbal                                                            |
| Stadio Filadelfia               | 30,000          | Torino              | Italia                     | Torino FC | 1998           | Fotbal                                                            |
| Stadionul Municipal             | 30,000          | Brașov              | România                    | | 2008           | Fotbal                                                            |
| Stadium of Domitian             | 30,000          | Roma                | Italia                     | | 577            | Atletism                                                          |
| Cartier Field                   | 30,000          | Notre Dame, Indiana | Statele Unite ale Americii | Notre Dame Fighting Irish | 1930           | Fotbal american                                                   |
| DU Stadium                      | 30,000          | Denver              | Statele Unite ale Americii | Denver Pioneers | 1962           | Fotbal american                                                   |
| New Beaver Field                | 30,000          | University Park     | Statele Unite ale Americii | Penn State Nittany Lions | 1959           | Fotbal american                                                   |
| Stadionul Dongdaemun            | 30,000          | Seoul               | Coreea de Sud              | Echipa națională de fotbal a Coreei de Sud | 2008           | Fotbal                                                            |
| Estadio Racing Club             | 30,000          | Buenos Aires        | Argentina                  | Racing Club de Avellaneda | 1950           | Fotbal                                                            |
| Estadio Sportivo Barracas       | 30,000          | Buenos Aires        | Argentina                  | | 1950           | Fotbal                                                            |
| Tehelné pole                    | 30,000          | Bratislava          | Slovacia                   | Slovan Bratislava | 2010           | Fotbal                                                            |
| Ikada Stadium                   | 30,000          | Jakarta             | Indonezia                  | | 1962           | Fotbal                                                            |
| Iowa Field                      | 30,000          | Iowa City           | Statele Unite ale Americii | Iowa Hawkeyes | 1928           | Fotbal american                                                   |
| Circus of Thysdrus              | 30,000          | Thysdrus            | Tunisia                    | |                | Diverse                                                           |
| Stadionul Honsellstraße         | 30,000          | Karlsruhe           | Germania                   | VfB Mühlburg | 1959           | Fotbal                                                            |
| Stadionul Grigori Fedotov       | 30,000          | Moscova             | Rusia                      | | 2000           | Fotbal                                                            |
| Muirton Park                    | 29,972          | Perth               | Scoția                     | St. Johnstone FC | 1989           | Fotbal                                                            |
| Carisbrook                      | 29,000          | Dunedin             | Noua Zeelandă              | Highlanders (to 2011), Otago Rugby Football Union (to 2011), Otago cricket team (to mid-2000s (decade)), Otago United (to 2008)                                                | 2011           | Rugby union, cricket, fotbal                                      |
| Douglas Park                    | 28,690          | Hamilton            | Scoția                     | Hamilton Academical FC, Clyde FC | 1994           | Fotbal                                                            |
| Ayresome Park                   | 26,667          | Middlesbrough       | Anglia                     | Middlesbrough FC | 1995           | Fotbal                                                            |
| New Cross Stadium               | 26,000          | Londra              | Anglia                     | New Cross Rangers, Millwall FC | 1975           | Speedway, fotbal                                                  |
| The Nest                        | 25,037          | Norwich             | Anglia                     | Norwich City FC | 1935           | Fotbal                                                            |
| Burnden Park                    | 25,000          | Bolton              | Anglia                     | Bolton Wanderers FC | 1997           | Fotbal                                                            |
| Sheffield Park                  | 25,000          | Uckfield            | Anglia                     | | 1909           | Cricket                                                           |
| Don Valley Stadium              | 25,000          | Sheffield           | Anglia                     | Universiada de vară din 1991, Sheffield Eagles, Rotherham United FC, BritBowl (2000-2007 and 2012)                                                                             | 2013           | Atletism, Rugby League, fotbal, fotbal american                   |

1. ↑  56,000 with individual seats.
2. ↑  78,000 with individual seats.
3. ↑  As originally planned, the stadium was reconfigured into the baseball-specific Turner Field.
4. ↑  The stadium was closed in 2000 once Docklands Stadium opened, and was almost completely demolished in 2002. The main grandstand and oval, listed on the Victorian Heritage Register, still stand; capacity is now 2,000. Hawthorn Football Club continue to use Waverley Park for their offices and training facilities.
5. ↑  The pedestrian ramp system and west upper deck of the stadium remain standing as part of EverBank Field; the remainder was demolished.
6. ↑  The original Kezar Stadium was demolished in 1989. A new Kezar Stadium, with a capacity of 10,000, was opened on the same site in 1990.
7. ↑  Much of the playing surface was reused for Helfaer Field, a youth baseball park, with the remainder of the stadium demolished.
8. ↑  The fate of this stadium is complex. The name "Cardiff Arms Park" is today applied to a rugby ground adjacent to the current Millennium Stadium. The South Stand of the current Arms Park is physically attached to the 1970 North Stand of the former National Stadium that stood on the site. The North Stand today forms what is colloquially called "Glanmor's Gap" in Millennium Stadium..
9. ↑  Cardinal Stadium still stands, but has seen only sporadic use since its closure in 2005.
10. ↑  The pavilion grandstand at the end of the right field foul line remains standing as the core of today's Nickerson Field..